# Hermandad del Carmen (Sevilla)
La Hermandad del Carmen, conocida también como Carmen Doloroso, es una cofradía de culto católico de la ciudad de Sevilla, Andalucía, España. Tiene su sede canónica en la iglesia de Omnium Sanctorum. Participa en la Semana Santa, realizando su estación de penitencia el Miércoles Santo. Los inicios de esta hermandad son en la provincia de Cádiz.
Su nombre completo es Hermandad Carmelita de las Maravillas de María y Cofradía de Nazarenos de Nuestro Padre Jesús de la Paz y Nuestra Señora del Carmen en sus Misterios Dolorosos.

## Historia
En 1982 un grupo de sevillanos que realizaban el servicio militar en San Fernando (Cádiz), creó un grupo de devotos para rendir culto a la Virgen del Carmen y para realizar labores asistenciales.
Tras su estancia en San Fernando, regresaron a Sevilla y pusieron la sede de sus cultos en la iglesia de la Misericordia, templo regido por la Orden Hospitalaria de San Juan de Dios. Colaboraron con esta orden y con las Hermanas Filipenses del convento de Santa Isabel en la realización de labores asistenciales. En 1984 Francisco Berlanga de Ávila finalizó la Virgen del Carmen, empleada por este grupo de feligreses para sus cultos en la iglesia de la Misericordia.
El 8 de diciembre de 1987 el grupo de devotos se trasladó a la iglesia de Omnium Sanctorum. La imagen de la Virgen procesionó por primera vez en julio de 1988 en un paso con adornos de la Hermandad del Gran Poder de Camas. A esta primera procesión acudió el comandante de la Marina de Sevilla y un grupo de militares marineros. Ese día también procesionaron las imágenes de la Virgen del Carmen de la capilla del Carmen de la calle Calatrava y la de la Virgen del Carmen de la iglesia de San Gil.
Desde entonces la hermandad procesionó el Viernes de Dolores a la iglesia de la Misericordia. En 1990 incorporaron como titular a Nuestro Padre Jesús de la Paz, realizado por Francisco José Reyes Villadiego. Ese mismo año fue erigida como Agrupación Parroquial.
La imagen de la Virgen del Carmen procesionó bajo palio por primera vez en 1994.
El 22 de junio de 1995 el Arzobispado aprobó sus reglas, en las que se constituyó como hermandad de penitencia. En 1996 los hermanos vistieron por primera vez hábito de nazarenos y procesionaron con la imagen del Señor de la Paz, que procesionó en un paso prestado por la Hermandad del Sagrado Corazón, del barrio de Nervión. Desde 1999 la hermandad dejó de procesionar hacia la iglesia de la Misericordia para hacerlo a la iglesia de San Martín.
En 2006 se le impuso una corona a la imagen de la Virgen del Carmen en un acto al que asistieron como padrinos el comandante de Marina y la madre superiora filipense. Este acto se hizo con un palio que había pertenecido a la Hermandad de Monte-Sion.
Además de con los hospitalarios de San Juan de Dios y las filipenses, la hermandad ha mantenido una estrecha relación con la Orden Carmelita, de la cual es una organización filial desde 1996.
La hermandad procesionó a la catedral por primera vez el Miércoles Santo de 2007 con su paso de misterio. El paso de palio con la imagen de la Virgen del Carmen procesionó a la catedral por primera vez en 2009.
Fue una de las hermandades convocadas al Vía Crucis de la Fe de Sevilla, que se celebró el 17 de febrero de 2013. Sin embargo, los pasos no salieron a causa de la lluvia.

## Titulares

### Nuestro Padre Jesús de la Paz

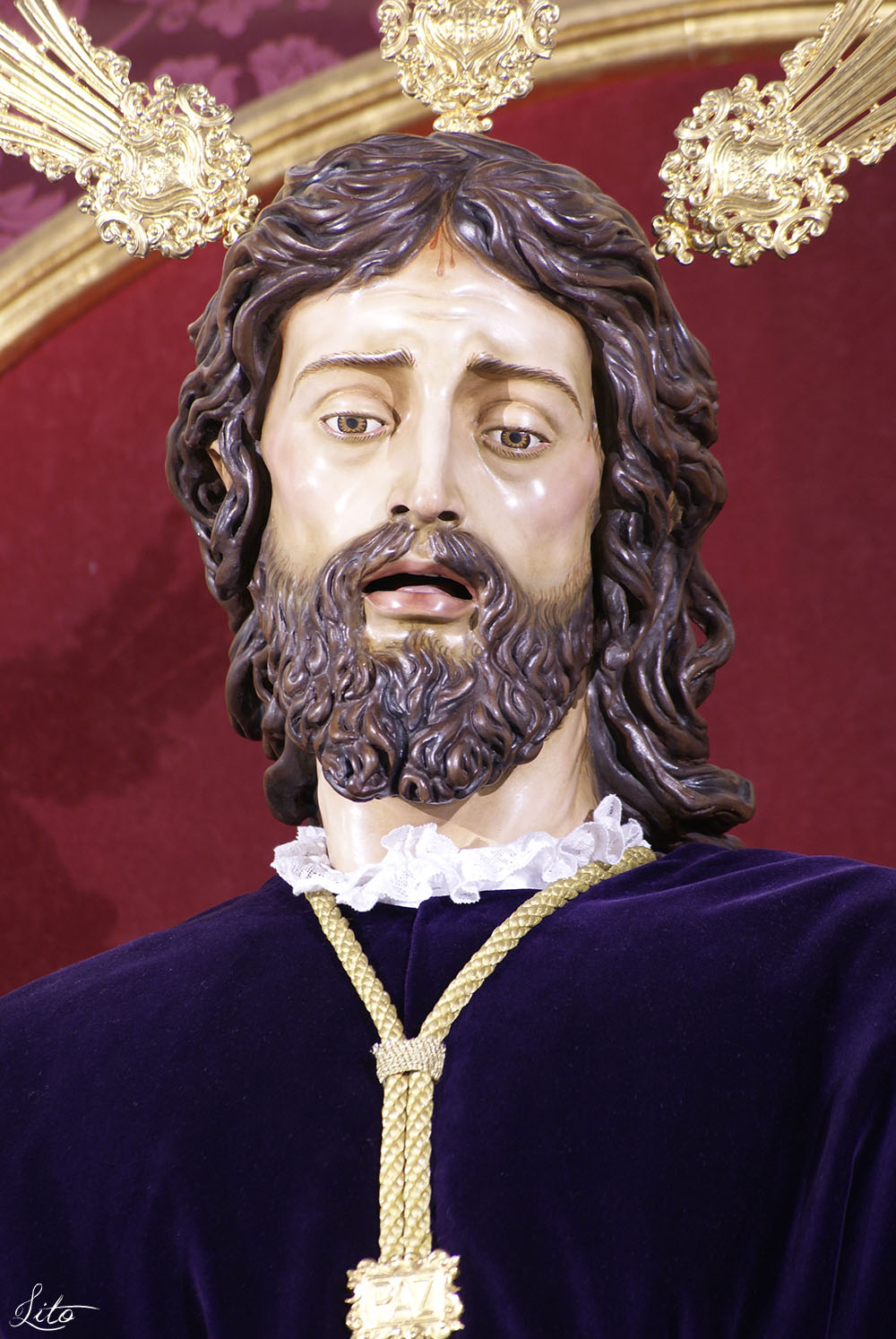
Nuestro Padre Jesús de la Paz.

El Señor de la Paz fue realizado por Francisco José Reyes Villadiego, siendo bendecida en el año 1990 . Se trata de una talla de cuerpo entero en madera de cedro policromada. Posee dos juegos de potencias: una de metal dorado (Rafael Ahumada Zuaza, 2020) y otra de plata (Rafael Ahumada Zuaza, 2002). Cuando procesiona luce un bronce con piedras preciosas con el lema "Paz". Le acompañan en el paso tallas de san Pedro, san Juan Evangelista, una criada acusadora, José Ángel Mena Rivas, un sayón, un criado, un centurión romano y un soldado romano. Todas estas imágenes fueron realizadas también por Rafael Ahumada Zuaza. El paso, de estilo neobarroco, fue diseñado por Rafael Ahumada Zuaza en 1996. La carpintería del paso es obra de Alberto Ahumada Trigán (1996-1998). Los candelabros de guardabrisas son obra de José Ángel Mena Rivas (2000-2004). Los respideros y las maniguetas son obra de Sergio Acal de entre 2013 y 2015. El atrio del palacio de Anás, representado en la escena, luce pinturas sobre cerámica realizadas por Esperanza Pérez Roldán (1998-2000). En el paso también está la figura de un gallo.

### Virgen del Carmen en sus Misterios Dolorosos

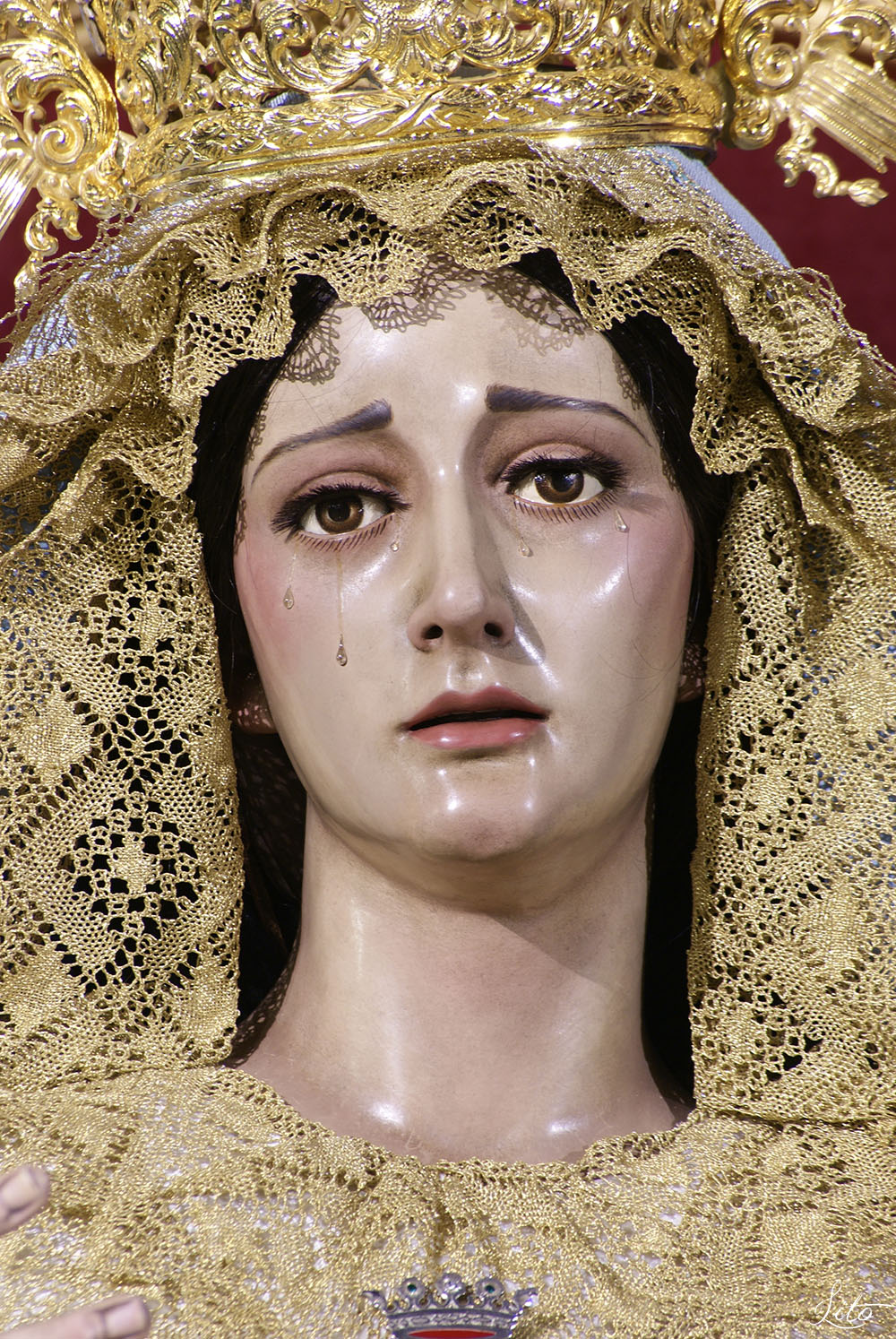
Ntra. Sra. del Carmen en sus Misterios Dolorosos.

La imagen fue realizada en 1984 por Francisco Berlanga de Ávila. En 1988 salió en procesión por primera vez.
El palio actual, de 2009, es de terciopelo azul con bordados barrocos. Fue diseñado por Reyes Villadiego y bordado por Manuel Solano.

### Virgen de las Maravillas
En 1564 se fundó la Hermandad de Nuestra Señora de las Maravillas en la ermita de San Blas. En 1673 se trasladó a la iglesia de San Juan de la Palma. Posteriormente la hermandad se trasladó a otra iglesia en otro barrio diferente, el de Triana. En 1724 fue reorganizada por un grupo de devotos en la iglesia de San Juan de la Palma. La hermandad tuvo como titular una imagen de esta Virgen realizada en 1738 por Benito Hita del Castillo. La hermandad se extinguió poco después, y la imagen permaneció en el templo, donde pasó a recibir culto por parte de la Hermandad Sacramental de San Juan de la Palma, que se fusionó con la Hermandad de la Amargura. En 1926 participó en la procesión del Corpus y también en la Exposición Mariana de 1929. La imagen se perdió cuando la iglesia fue asaltada y arrasada en 1936. En 2014 la imagen fue realizada de nuevo y pasó a ser titular de la Hermandad del Carmen. El autor de la Virgen fue Reyes Villadiego. Se trata de una imagen de gloria de la Virgen con los niños Jesús y Juan Bautista.

## Galería de imágenes

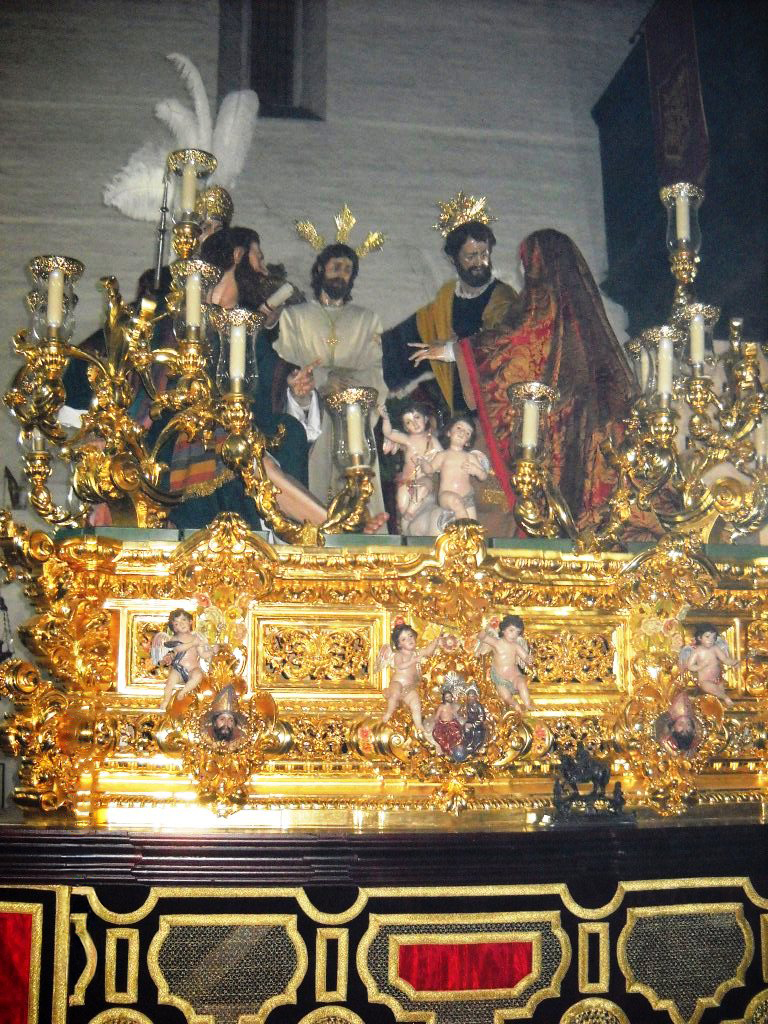
Paso de misterio
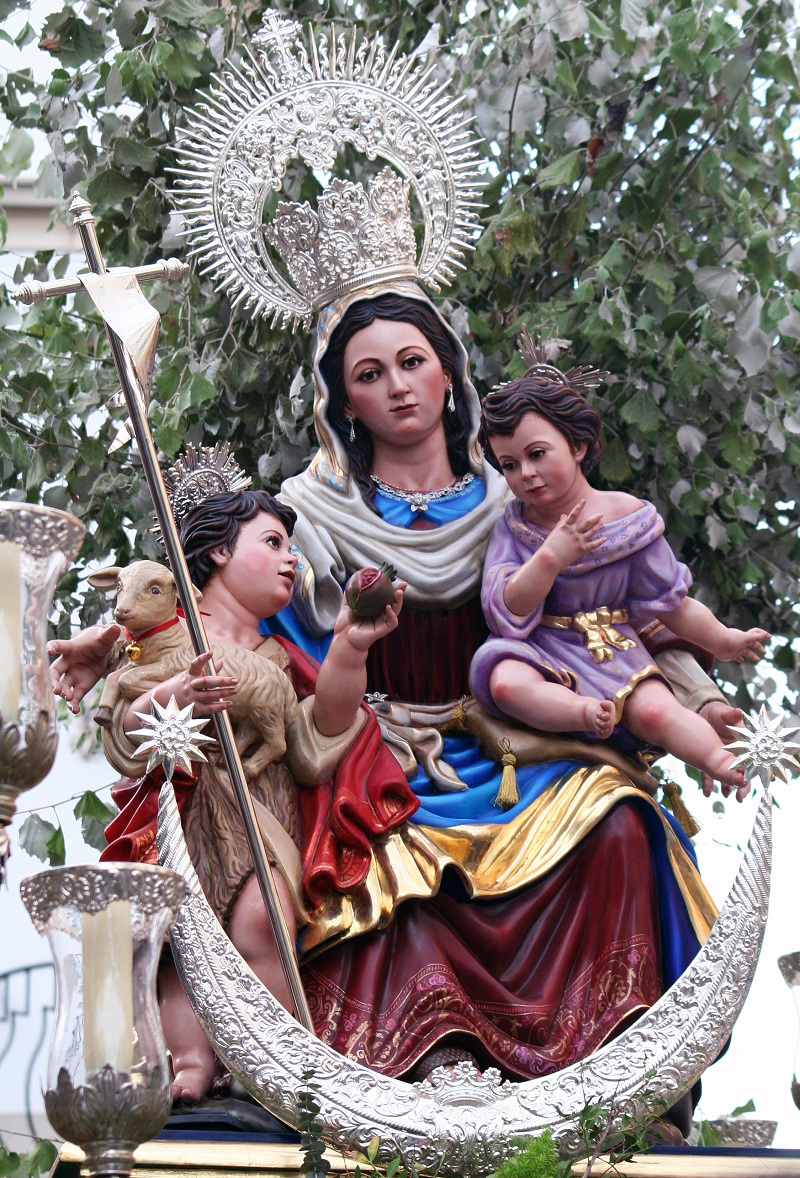
Virgen de las Maravillas
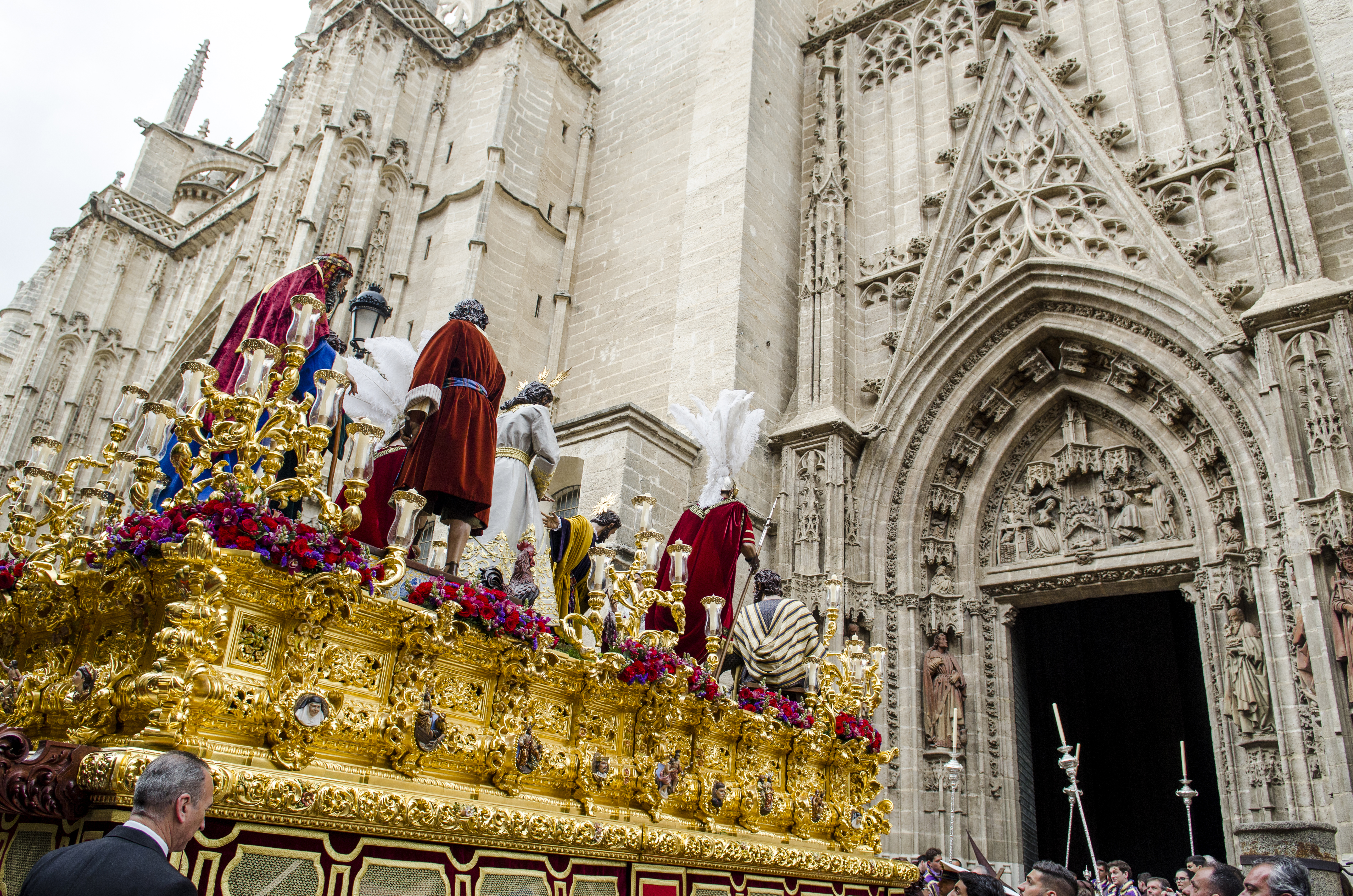
Paso de misterio
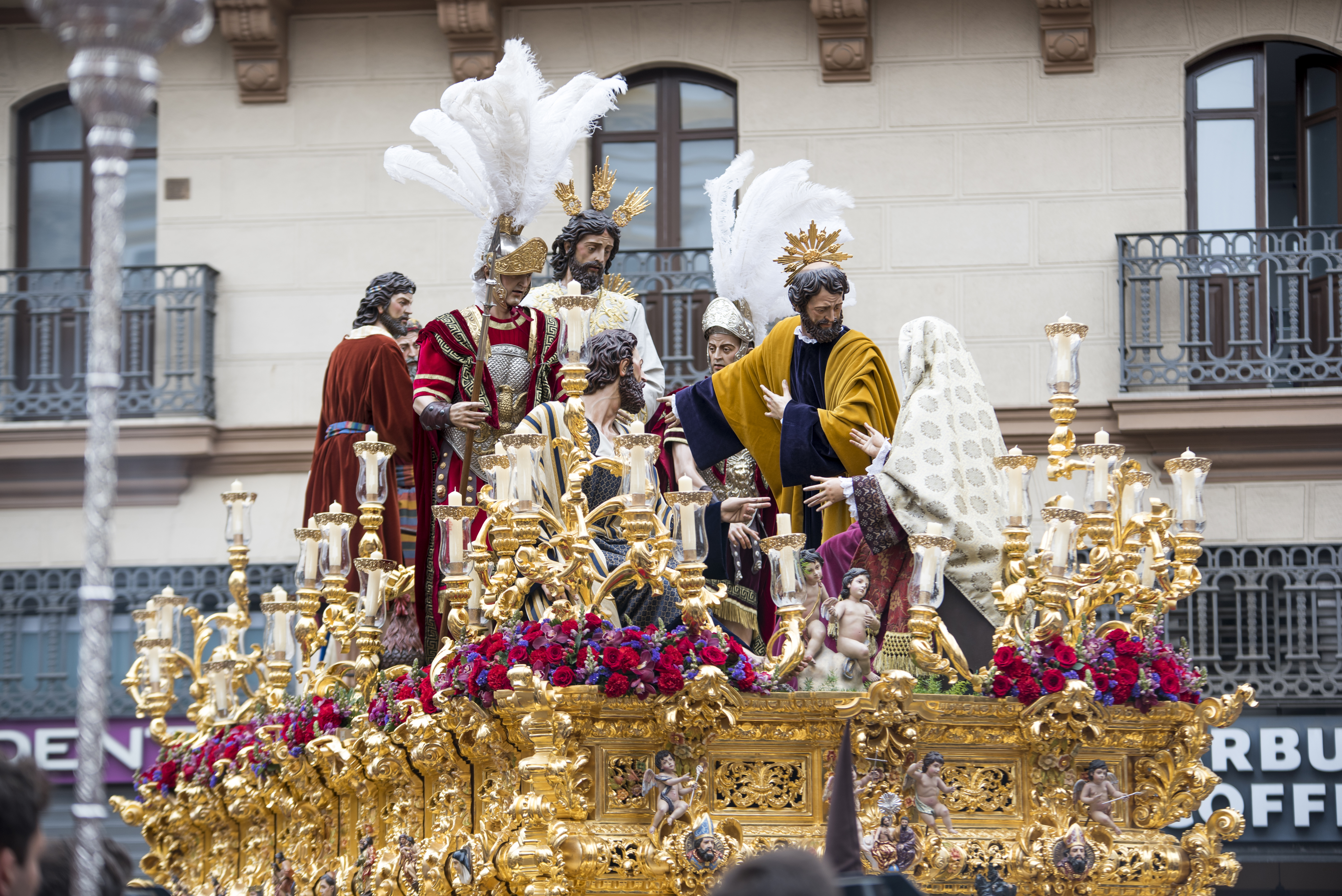
Paso de misterio
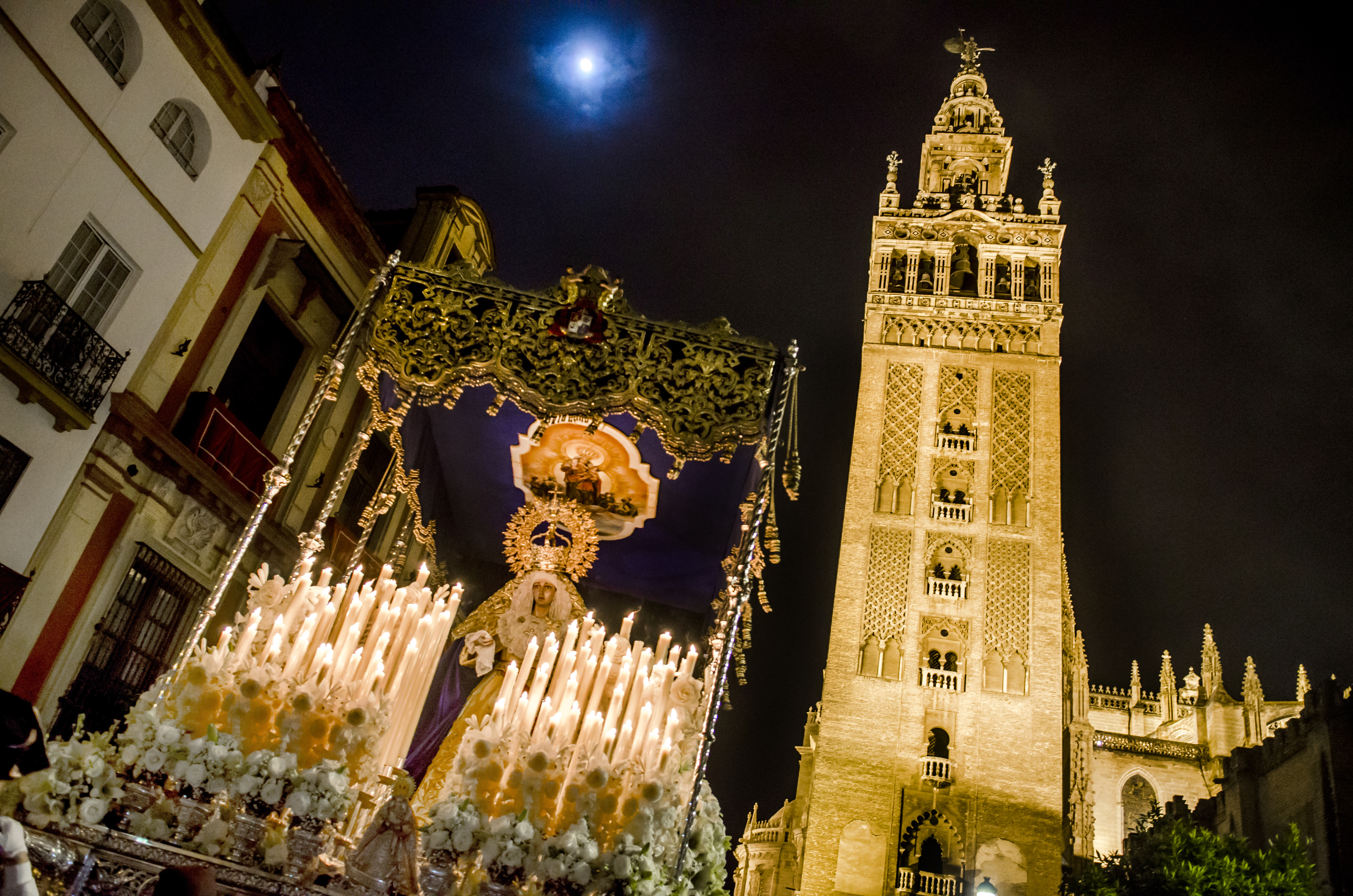
Paso de palio

## Sede
Desde 1984 tuvo su primera sede canónica en la Iglesia de la Misericordia pero se trasladaría a la Omnium Sanctorum en 1987. En 1996 hace su primera salida procesional como Hermandad de Penitencia en el Viernes de Dolores y no fue hasta el 2007 donde hizo la primera salida de penitencia hacia la Catedral en el Miércoles Santo. El 5 de mayo de 2024, debido a las obras en Omnium Sanctorum que durarían hasta diciembre, los titulares son trasladados para residir temporalmente en la Iglesia de los Terceros hasta marzo de 2025 cuando los titulares son trasladados de vuelta a Omnium Sanctorum.
|                                                       |
| Iglesia de la Misericordia (1984 - 1987; 1996 - 1999) |

|                                      |
| Iglesia de San Martín (1999 - 2006). |

|                                                                           |
| Iglesia de la Omnium Sanctorum (1987 - 1996; 2006 - 2024; 2025-presente). |

|                                      |
| Iglesia de los Terceros (2024-2025). |

## Paso por la carrera oficial
| Predecesor: Santa Cruz (Martes Santo) | Orden de entrada en la carrera oficial (Miércoles Santo) 1.er lugar | Sucesor: El Buen Fin |